# Politolana tricarinata
Politolana tricarinata là một loài chân đều trong họ Cirolanidae. Loài này được Riseman, Pires-Vanin & Brusca miêu tả khoa học năm 2001.